# 黄楼镇 (新蔡县)
黄楼镇，是中华人民共和国河南省驻马店市新蔡县下辖的一个乡镇级行政单位。

## 行政区划
黄楼镇下辖以下地区：
黄楼村、小黄楼村、石湖村、小徐庄村、鲁庄村、邢庄村、秦桥村、老培寨村、黄寨村、王港村和前李村。